# アブドッラ・シャーヒド
アブドッラ・シャーヒド（ディベヒ語: ޢަބްދުﷲ ޝާހިދު、英語: Abdulla Shahid、1962年5月26日 - ）は、モルディブの政治家。2021年から2022年にかけて、モルディブ人として初めて国際連合総会議長（第76代）を務めた。

## 経歴

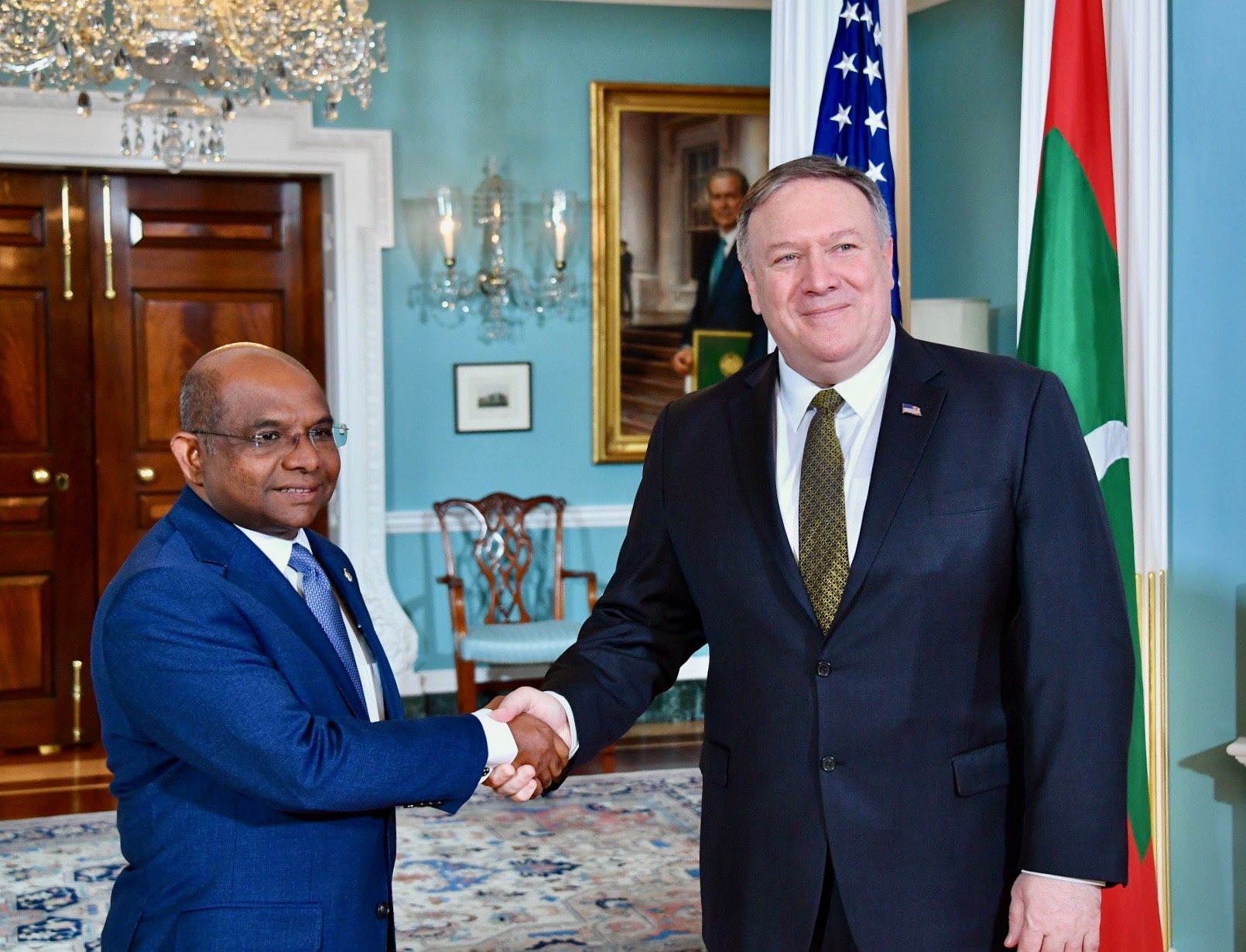
ワシントンD.C.の米国務省でマイク・ポンペオ国務長官（右）と会談するシャーヒド外相（2019年2月20日）

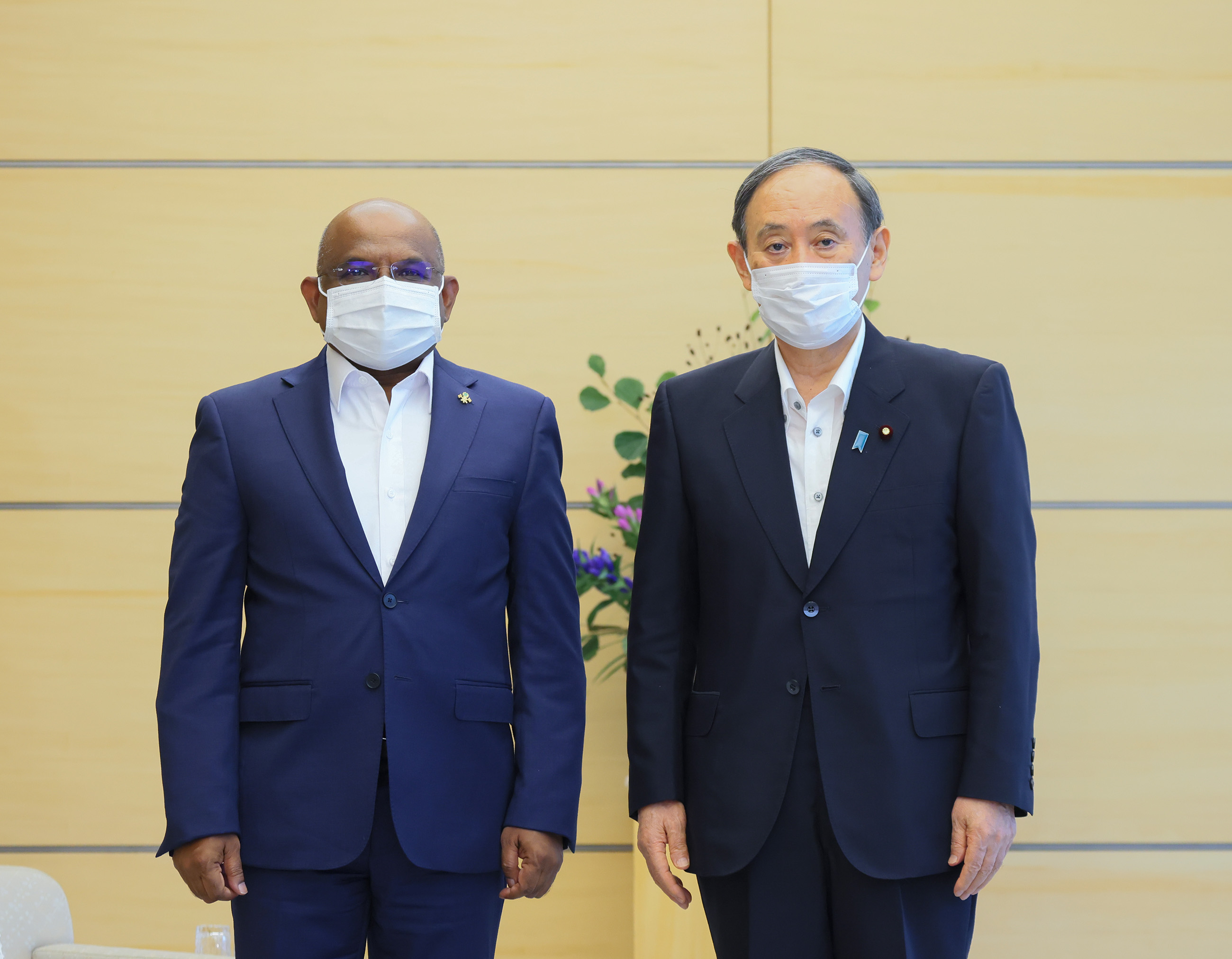
東京の首相官邸で菅義偉内閣総理大臣（右）と会談するシャーヒド外相兼国際連合総会議長（2021年8月27日）

### 外務大臣1期目（2007年 - 2008年）
シャーヒドは2007年8月23日から2008年11月11日にかけて外務大臣を務めていたが、この在任期間はマウムーン・アブドル・ガユーム政権末期に当たる。

### 閣外政治家（2008年 - 2018年）
シャーヒドは、2009年から2014年にかけてモルディブの国民議会議長を務めた。
2013年4月15日、シャーヒドはモルディブ人民党（DRP）から離党した。2013年4月18日、ツイッターでモルディブ民主党（MDP）に入党したことを発表した。

### 外務大臣2期目（2018年 - 2023年）
2018年11月17日より外務大臣（再任）。
2022年9月27日、東京で故安倍晋三国葬儀が執り行われ、アハメド・カリール外務担当国務大臣、ハッサン・ソービル駐日大使及びモハマド・アミートゥ・アハメド・マニック副大使と共に参列した。翌28日には、東京で林芳正外務大臣と会談を行った。

### 国際連合総会議長（2021年 - 2022年、外務大臣と兼任）
2021年6月7日、シャーヒドは、賛成143票、反対48票、棄権・無効票なしの75％の圧倒的多数で第76代国際連合総会議長に選出された。2021年8月27日、東京の首相官邸で菅義偉内閣総理大臣を表敬訪問。
2021年12月23日、シャーヒドは新型コロナウイルス（COVID-19）の検査で陽性となった。